# Portrét muže v bílé paruce

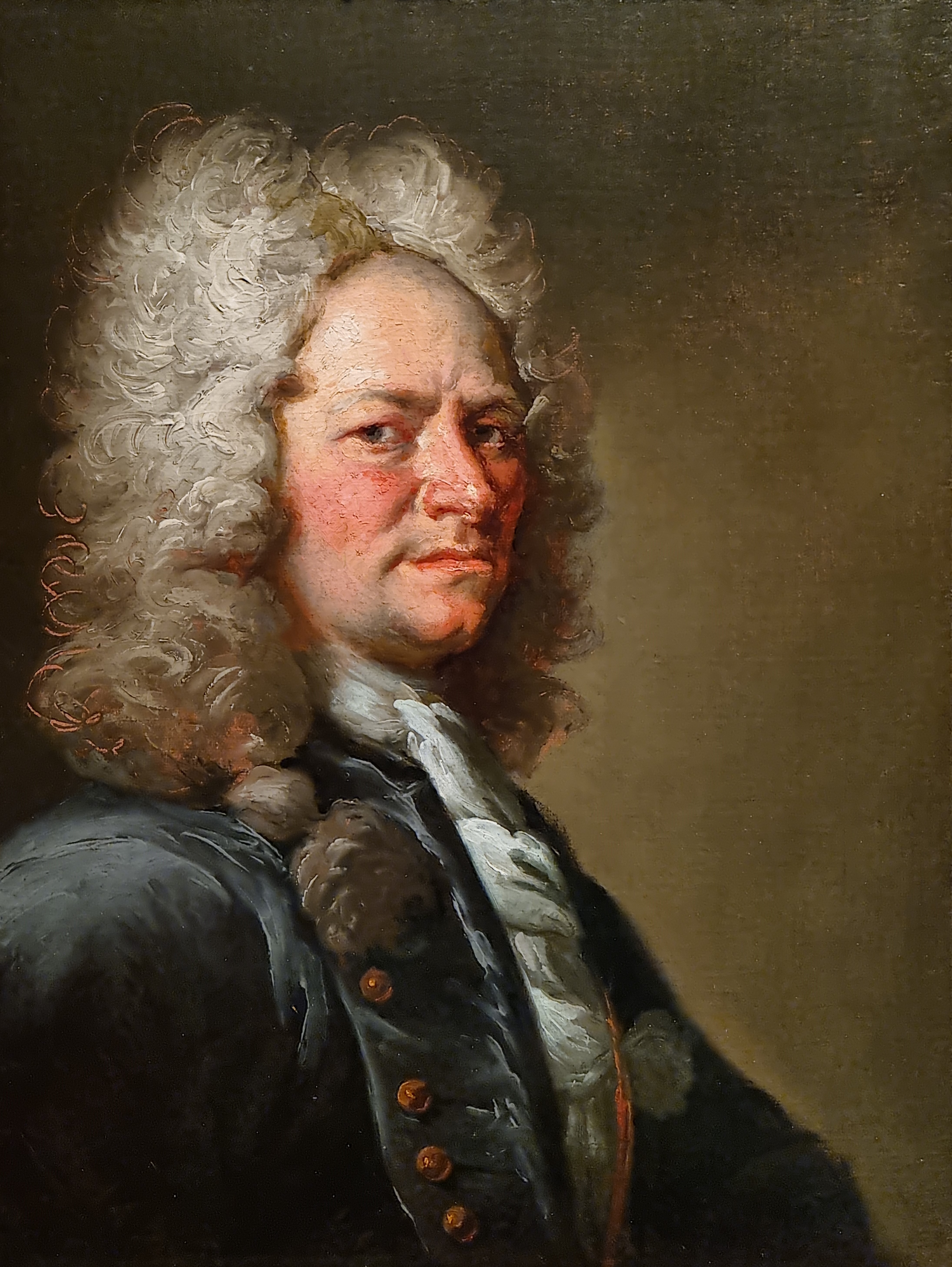
Podobizna muže v bílé paruce

Portrét muže v bílé paruce (též Portrét horního úředníka) je známý a jeden z nejlépe hodnocených portrétů portrétisty Petra Brandla. Obraz s rozměry 65 cm na výšku a 50 na šířku je dnes uložen v Národní galerii v Praze (inv. č. O 49). Není datován, ale s velkou jistotou je vznik určován k roku 1728 (okolo). Portrét zachycuje neznámého muže v bílé paruce. Zejména dříve zcela běžné ztotožnění muže s horním úředníkem je problematické, vychází pouze z předpokladu, že Brandl namaloval obraz během pobytu v Kutné Hoře, resp. okolí (kde byla bohatá klientela horních úředníků) a na základě ne zcela jistého tvrzení, že oblek odpovídá stavu horních úředníků.